# クロード＝ルイ (サン＝ジェルマン伯爵)

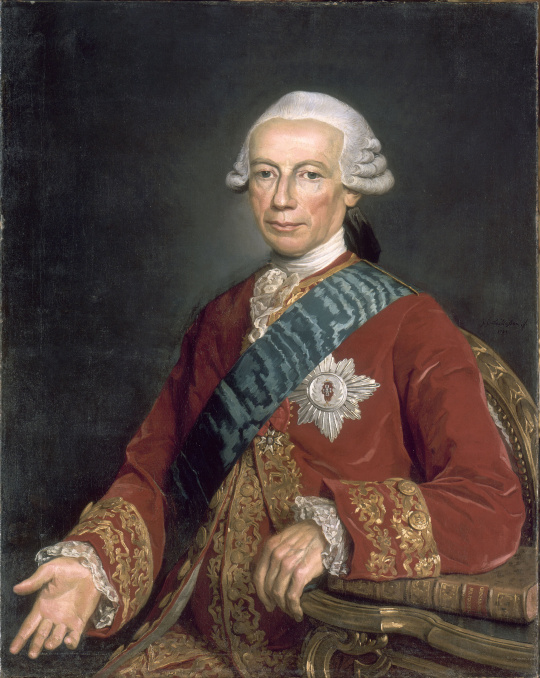
クロード＝ルイ・ド・サン＝ジェルマン

サン＝ジェルマン伯爵クロード＝ルイ（フランス語: Claude-Louis, comte de Saint-Germain、1707年4月15日 - 1778年1月15日）は、フランス王国の将軍。1775年、フランス元帥に叙された。

## 生涯
クロード＝ルイは1707年4月15日、ヴェルタンボーのシャトーで生まれた。彼はイエズス会の学校で教育を受け、聖職者としての道を歩むつもりであったが、その直前にフランス王ルイ15世により少尉に任命された。その後、彼はフランスを離れたが、当時の風説では決闘が原因とされた。フランスを離れたクロード＝ルイはまずプファルツ選帝侯カール3世フィリップの下で働き、オーストリア・ロシア・トルコ戦争においてハンガリー軍に従軍してオスマン帝国と戦った。1740年にオーストリア継承戦争が勃発するとバイエルン選帝侯カール・アルブレヒト（後の神聖ローマ皇帝カール7世）の軍に従軍、その勇猛さで陸軍元帥中将に昇進した。
カール7世が亡くなるとバイエルンを離れ、プロイセン王フリードリヒ2世の下で短期間働いた後ネーデルラントでサックス元帥と合流、少将に昇進した。その後、ローフェルトの戦い、ロクールの戦い、マーストリヒト包囲戦で活躍した。1756年に七年戦争が勃発すると中将に任命され、コルバッハの戦いなどの戦闘において同時期の将官より上の才能を示し、兵士たちにも敬愛されたものの、宮廷の陰謀や嫉妬と敵意に満ちた批判に晒され、1760年に辞任した。続いてデンマーク王フレデリク5世からの招聘を受け、元帥の職についたが、1762年にデンマーク軍の改革で解雇された。
1767年、彼と彼の取り巻きはビルギッテ・ソフィー・ガベルをデンマーク王クリスチャン7世の公妾にしようとした。その目的はクリスチャン7世を政治から遠ざけ、権力を自らの手中に収めるためであった。しかし、彼女はクリスチャン7世の性格を嫌い、その公妾になりたくなく、しかもカール・フォン・ヘッセン＝カッセルに恋していた。同年、アンナ・カトリーネ・ベンテーンがクリスチャン7世の公妾になったことで計画は失敗した。
クロード＝ルイはすぐにフランスに戻り、アルザス地方のラウテルバー川の近く（ミュルーズの近く）で別荘を購入し、時間を宗教と農業に費やした。しかし、フランスの財政危機でデンマーク軍従軍中に貯金した財産を全て失い、フランス戦争省からの年金に依存せざるをえなかった。1775年10月25日、改革者のテュルゴーとマルゼルブの引き立てにより宮廷に入り、ルイ16世により戦争相に任命された。クロード＝ルイは戦争相として士官の数を減らし、軍紀を厳正にしようとし、プロイセン風の規律をフランス軍に導入しようとしたが、大反対に遭って1777年9月に辞任した。彼はルイ16世から4万リーブルの年金を受け取り、1778年1月15日にパリの軍需工場近くにある自宅で亡くなった。